# Acrochordonichthys ischnosoma
Acrochordonichthys ischnosoma es una especie de pez de la familia Akysidae en el orden de los Siluriformes.

## Morfología
• Los machos pueden llegar alcanzar los 10,1 cm de longitud total.
- Número de  vértebras: 39.[1][2]

## Distribución geográfica
Se encuentra en el Sudeste asiático:  Java (Indonesia ).